# Hammad Azhar
Muhammad Hammad Azhar (en ourdou : محمد حماد اظہر), né en 1981 à Lahore, est un homme politique pakistanais qui a occupé de nombreux postes ministériels dans le gouvernement d'Imran Khan depuis 2018, notamment ceux du Budget, de l'Industrie et de l’Énergie.
Issue d'une famille politique, Hammad Azhar fait des études en économie et en droit et exerce en tant qu'avocat à Londres. Rejoignant le Mouvement du Pakistan pour la justice en 2011, il est élu député lors des législatives de 2018.

## Famille et études
Muhammad Hammad Azhar est né en 1981 à Lahore, capitale de la province du Pendjab, d'une famille issue de la tribu arain. Son père Mian Muhammad Azhar a notamment été gouverneur du Pendjab et maire de Lahore, et rejoint la Ligue musulmane du Pakistan (Q) en 2002 en soutien au régime militaire de Pervez Musharraf.
Hammad Azhar fait une partie de ses études à l'étranger, ayant obtenu un bachelor en développement économique de la School of Oriental and African Studies et qualification de droit de la BPP Law School de Londres. Il entame ensuite une carrière d'avocat dans la ville en 2004. 

## Carrière politique

### Débuts
Hammad Azhar entre en politique à l'âge de 31 ans, quand il rejoint le Mouvement du Pakistan pour la justice en 2011 en même temps que son père. Lors des élections législatives de 2013, il se présente dans la quatrième circonscription de Lahore pour l'Assemblée nationale et réunit 34,5 % des voix, étant battu par le candidat de la Ligue musulmane du Pakistan (N). 

### Postes ministériels
Lors des élections législatives de 2018, Hammad Azhar se présente dans la même circonscription mais bat cette fois le candidat victorieux en 2013, obtenant 46,3 % des voix contre 44,9 %. 
Alors que son parti est victorieux à l'échelle nationale, il est nommé ministre d’État au Budget (Minister of State for Revenue) dans le gouvernement d'Imran Khan le 11 septembre 2018. En juin 2019, il présente le premier budget fédéral annuel du gouvernement. Après dix mois de fonction, il est élevé au rang de ministre fédéral de l’Économie, en remplacement d'Abdul Hafeez Shaikh qui occupait un rôle de conseiller spécial auprès du Premier ministre,. 
Le 6 avril 2020, après neuf mois de fonction, il quitte son ministère pour devenir ministre à l'Industrie et à la Production. Un an plus tard, il devient également ministre fédéral des Finances et du Budget (Federal Minister for Finance & Revenue) en cumul de ses fonctions précédentes. Il occupe ce poste à peine 19 jours, quittant toutes ces fonctions précédentes pour devenir ministre fédéral à l’Énergie. Il est alors notamment chargé des stratégiques investissements du corridor économique Chine-Pakistan. 
Il doit quitter ses fonctions à peine un an plus tard, quand Imran Khan est destitué par une motion de censure à l'Assemblée nationale, le 10 avril 2022.
Le Mouvement du Pakistan pour la justice fait l'objet d'une forte répression en 2023 : ses dirigeants sont emprisonnés ou contraints à la démission et des milliers de ses militants arrêtés. Lui-même est recherché par la police et contraint de vivre dans la clandestinité. Son domicile a été saccagé et son père et sa fille menacés par la police.